# Izatha convulsella
Izatha convulsella là một loài bướm đêm thuộc họ Oecophoridae. Nó là loài đặc hữu của New Zealand, nơi nó phân bố rộng rãi ở phía đông của Đảo Nam. Ở Đảo Bắc, nó chỉ được ghi nhận ở Wellington, Otaki, Palmerston North, Taihape và Waipawa.
Sải cánh dài 14–20 mm đối với con đực và 13.5–19 mm đối với con cái. Con trưởng thành bay từ cuối tháng 9 đến tháng 2.
Ấu trùng đã được ghi nhận sinh sống dưới vỏ loài Dacrydium cupressinum. Cây thực phẩm của ấu trùng có thể là địa y mọc trên vỏ cây.